# Понт Канавезе
По̀нт Канавѐзе (на италиански: Pont Canavese; на пиемонтски: Pont, Понт, на окситански: Punt, Пунт) е малък град и община в Метрополен град Торино, регион Пиемонт, Северна Италия. Разположен е на 461 m надморска височина. Към 1 януари 2020 г. населението на общината е 3210 души, от които 331 са чужди граждани.